# 廣安省

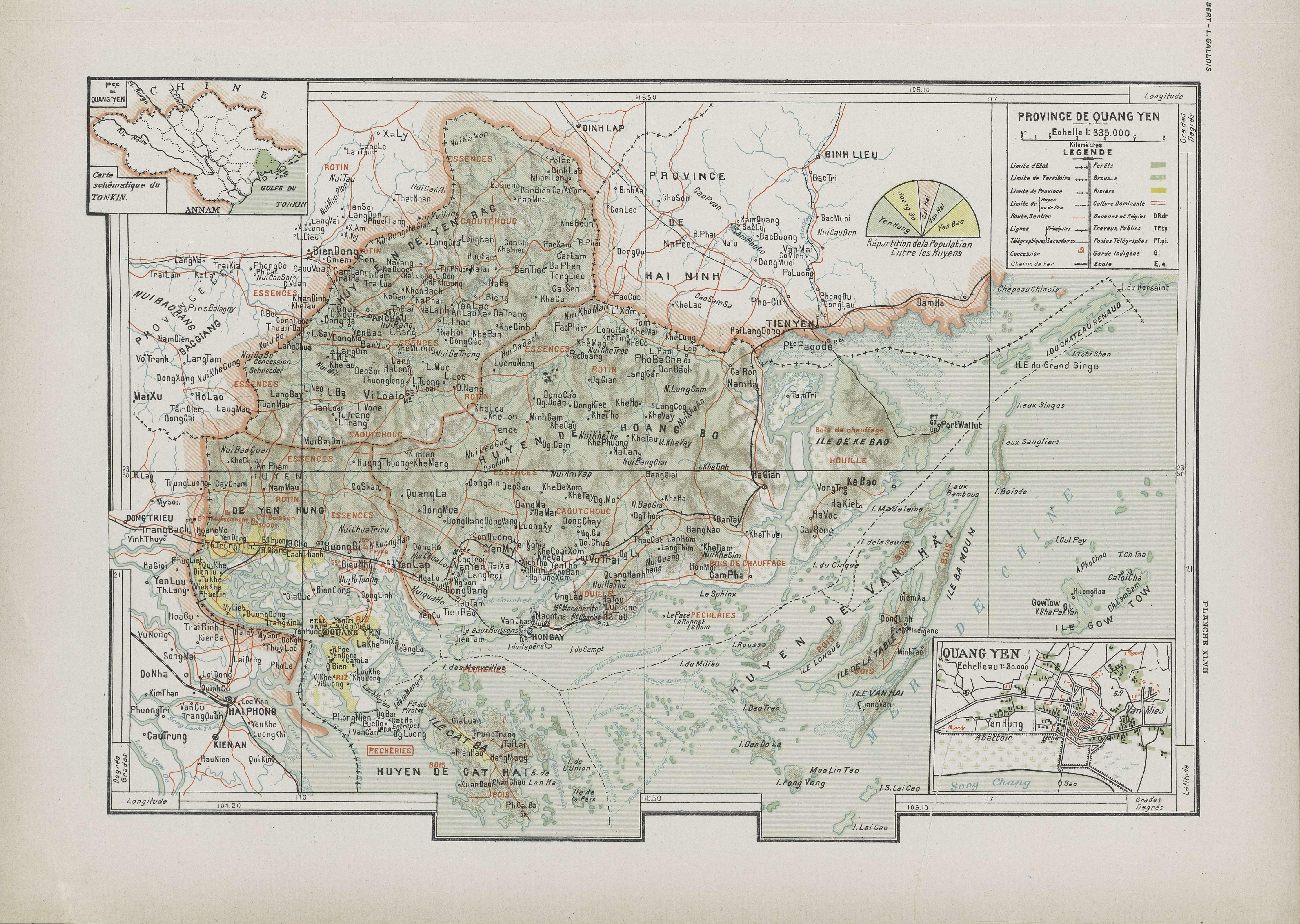
法属印度支那时期的廣安省地图

廣安省（越南语：／），是越南1831年至1955年之間的一個省份，前後管辖范围變化較大。阮朝自主時期涵蓋今天的廣寧省大部（不含東潮市），還包括海防市葛海縣和諒山省定立縣。法屬以後，僅包括今天廣寧省南部和海防市葛海縣。

## 建置沿革
廣安省的前身是后黎朝的安邦承宣和安邦处（安廣镇）。阮朝明命三年（1822年），明命帝改“安廣”為“廣安”，此為廣安一名的來源。明命十二年（1831年），阮朝分設省轄，改廣安鎮為廣安省，下轄海東府1府，共華封縣、橫蒲縣、安興縣、萬寧州、雲屯州、先安州3縣3州。
明命十五年（1834年）十二月，海東府改名為海寧府。
明命十七年（1836年）五月，以橫蒲縣和先安州析置山定府，由橫蒲縣知縣署理知府，統轄先安州；海寧府兼理華封縣和雲屯州，統轄安興縣和萬寧州，由華封縣知縣署理知府。十二月，因雲屯州僅轄2社，全州設為雲海總，保留州名，仍由海寧府兼理。
紹治元年（1941年）三月，避佐天仁皇后胡氏華諱，華封縣改名為堯封縣。
紹治三年（1843年），廢雲屯州，併入堯封縣。
嗣德三年（1850年），海寧府安興縣、堯封縣劃歸山定府，山定府先安州劃歸海寧府，山定府兼理橫蒲縣，統轄堯封縣、安興縣，海寧府兼理萬寧州，統轄先安州。
同慶三年（1888年）五月，以海寧府設海寧道，改萬寧州為河檜州，統轄河檜州、先安州2州。
1905年6月20日，殖民政府廢除第一官兵道，將硭街軍事區劃歸廣安省管轄，改設為海寧府，下轄硭街州、河檜州、先安州3州。1906年12月10日，殖民政府再將海寧府劃出，設立海寧省，又稱海寧道。
而堯封縣在法屬初期升格為堯封府，下轄葛海縣和雲海縣。後山定府與堯封府被廢，雲海縣併入橫蒲縣，廣安省直接管轄葛海縣、安興縣、橫蒲縣3縣。葛海縣和橫蒲縣後又改制為葛海州和橫蒲州，並增設錦普州，廣安省共有1縣3州。
1945年八月革命时，廣安省下轄安興縣、葛海州、橫蒲州、錦普州1縣3州和錦普煤市社、錦普𤅶市社、鴻基市社、𡓁𤈜市社、河修市社和河林市社6個市社。
1946年7月19日，越南民主共和國政府以錦普州和錦普煤市社、錦普𤅶市社、鴻基市社、𡓁𤈜市社、河修市社和河林市社6个市社设立鴻基特區。
1947年7月9日，海陽省至靈縣、東潮縣劃歸廣安省管轄。
1947年9月，海阳省荆门县、南策县划归广安省管辖。
1947年11月25日，广安省和鸿基特区自第三战区划归第十二战区管辖。
1948年1月25日，越南政府将各战区合并为联区，战区抗战委员会改组为联区抗战兼行政委员会。第一战区和第十二战区合并为第一联区，设立第一联区抗战兼行政委员会，广安省划归第一联区管辖。
1948年3月25日，越南民主共和國廢府、州、郡為縣。廣安省下轄安興縣、葛海縣、橫蒲縣、至靈縣、東潮縣5縣。12月，北江省山洞縣劃歸廣安省管轄。
1948年8月25日，广安省南策县划归第三联区海阳省管辖。
1949年1月10日，广安省荆门县划归第三联区海阳省管辖。
1949年9月19日，橫蒲縣劃歸鴻基特區管轄。
1949年11月4日，第一联区和第十联区合并为越北联区，设立越北联区抗战行政委员会。广安省随之划归越北联区管辖。
1949年11月7日，建安省水源縣和海陽省荊門縣、南策縣劃歸廣安省管轄。
1950年3月4日，水源县复归建安省管辖。
1953年2月，因戰事需要，建安省水源縣再次劃歸廣安省管轄。
1955年2月22日，鴻基特區與廣安省合併設立鴻廣區，由中央政府直辖；山洞縣復歸北江省，至靈縣、荊門縣和南策縣復歸海陽省管辖。

## 行政区划
1955年，廣安省下轄廣安市社、安興縣、葛海縣、至靈縣、東潮縣、山洞縣、水源縣、荊門縣、南策縣1市社8縣。